# Luc-sur-Orbieu
Luc-sur-Orbieu település Franciaországban, Aude megyében. Lakosainak száma 1159 fő (2022. január 1.). Luc-sur-Orbieu Boutenac, Cruscades, Lézignan-Corbières és Ornaisons községekkel határos.

## Népesség
A település népessége az elmúlt években az alábbi módon változott:
| Lakosok száma | 728  | 709  | 726  | 918  | 1121 | 1136 | 1144 | 1138 | 1132 | 1159 |
|               | 1968 | 1982 | 1990 | 2006 | 2013 | 2015 | 2017 | 2019 | 2020 | 2022 |